# 6570 Tomohiro
A 6570 Tomohiro (ideiglenes jelöléssel 1994 JO) a Naprendszer kisbolygóövében található aszteroida. Kin Endate és Vatanabe Kazuró fedezte fel 1994. május 6-án.